# Groton (villa)
Groton es una villa ubicada en el condado de Tompkins en el estado estadounidense de Nueva York. En el año 2000 tenía una población de 2,470 habitantes y una densidad poblacional de 551 personas por km².

## Geografía
Groton se encuentra ubicada en las coordenadas 42°35′13″N 76°21′54″O / 42.58694, -76.36500.

## Demografía
Según la Oficina del Censo en 2000 los ingresos medios por hogar en la localidad eran de $36,047, y los ingresos medios por familia eran $43,563. Los hombres tenían unos ingresos medios de $31,250 frente a los $24,000 para las mujeres. La renta per cápita para la localidad era de $18,108. Alrededor del 5.2% de la población estaban por debajo del umbral de pobreza.